# Paul von Braun

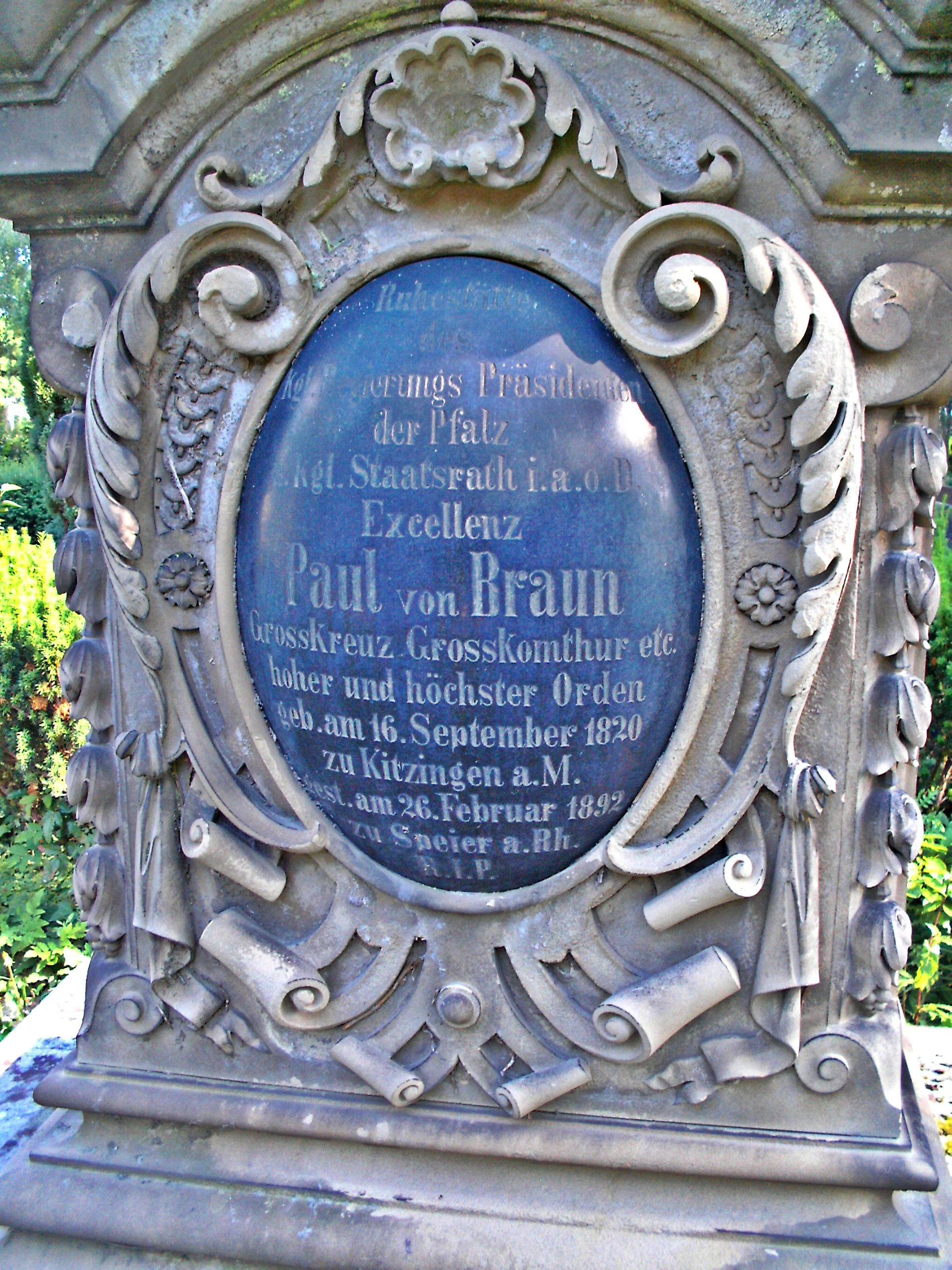
Grabinschrift, Friedhof Speyer

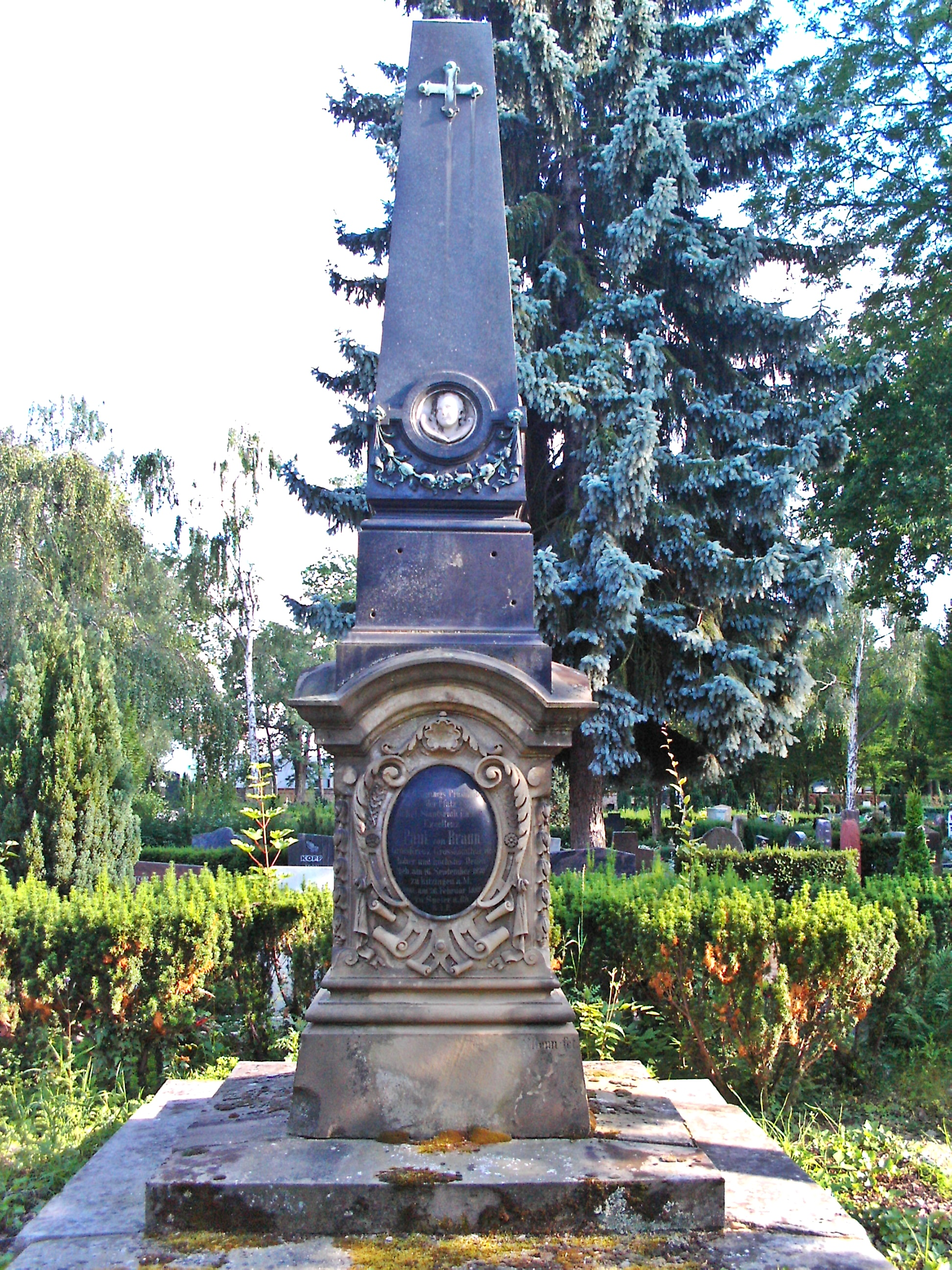
Grabstätte, Friedhof Speyer

Paul Braun, ab 1867 Ritter von Braun, (* 16. September 1820 in Kitzingen; † 26. Februar 1892 in Speyer) war ein deutscher Verwaltungsjurist und bayerischer Politiker.

## Leben
Paul von Braun wurde in Kitzingen als Sohn des Apothekers Philipp Braun und seiner Ehefrau Katharina, geb. Vollert, aus Ochsenfurt geboren. Er wuchs in Kitzingen auf und besuchte das Gymnasium in Würzburg, wo er 1839 das Abitur ablegte. Er studierte Rechtswissenschaften in Würzburg und Heidelberg. In Würzburg trat er dem Corps Moenania bei. Nach dem Examen folgte die praktische Ausbildung bei den Gerichten in Kitzingen und Würzburg. Nach dem Staatsexamen 1846 sammelte er erste Verwaltungserfahrung bei der Regierung von Unterfranken und erhielt 1848 eine Stelle bei der Regierung von Schwaben in Augsburg, wo er 1852 Regierungsassessor wurde. 1856 wurde er als Geheimer Sekretär in das königlich-bayerische Staatsministerium für Handel in München berufen und stieg rasch zum Regierungsrat (1859) und Ministerialrat (1866) auf. 1869 wurde er zum bayerischen Staatsminister des Inneren ernannt. Ab 1871 war als Staatsrat im außerordentlichen Dienst Regierungspräsident der Pfalz. Auf seine Initiative und seine private finanzielle Förderung als Mäzen geht die Gründung der Pfalzgalerie Kaiserslautern (1874) zurück.

## Ehrungen
- 1867 Ritterkreuz des Verdienstordens der Bayerischen Krone (verbunden mit der Erhebung in den persönlichen Adelsstand)
- Ehrenbürger von Kaiserslautern (1890)